# کلیسای جامع ترومسدالن
کلیسای جامع ترومسدالن (نروژی: Tromsdalen kirke, Ishavskatedralen) یا کلیسای جامع آرتیک یک کلیسای جامع در شهر ترومسو، نروژ است.
این کلیسا که در سال ۱۹۶۵ افتتاح شده‌است در حدود ۶۰۰ نفر ظرفیت دارد.

## نگارخانه

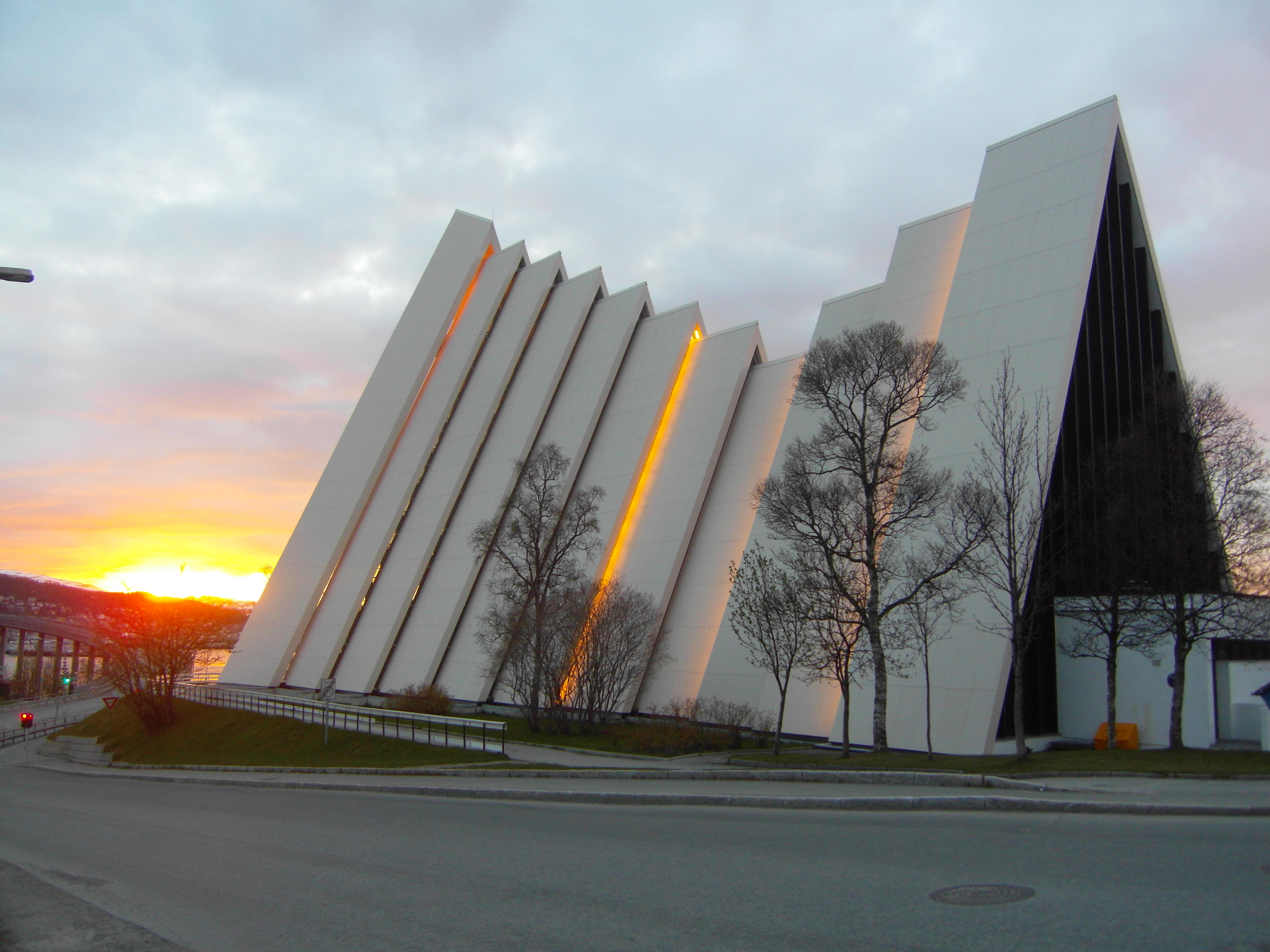
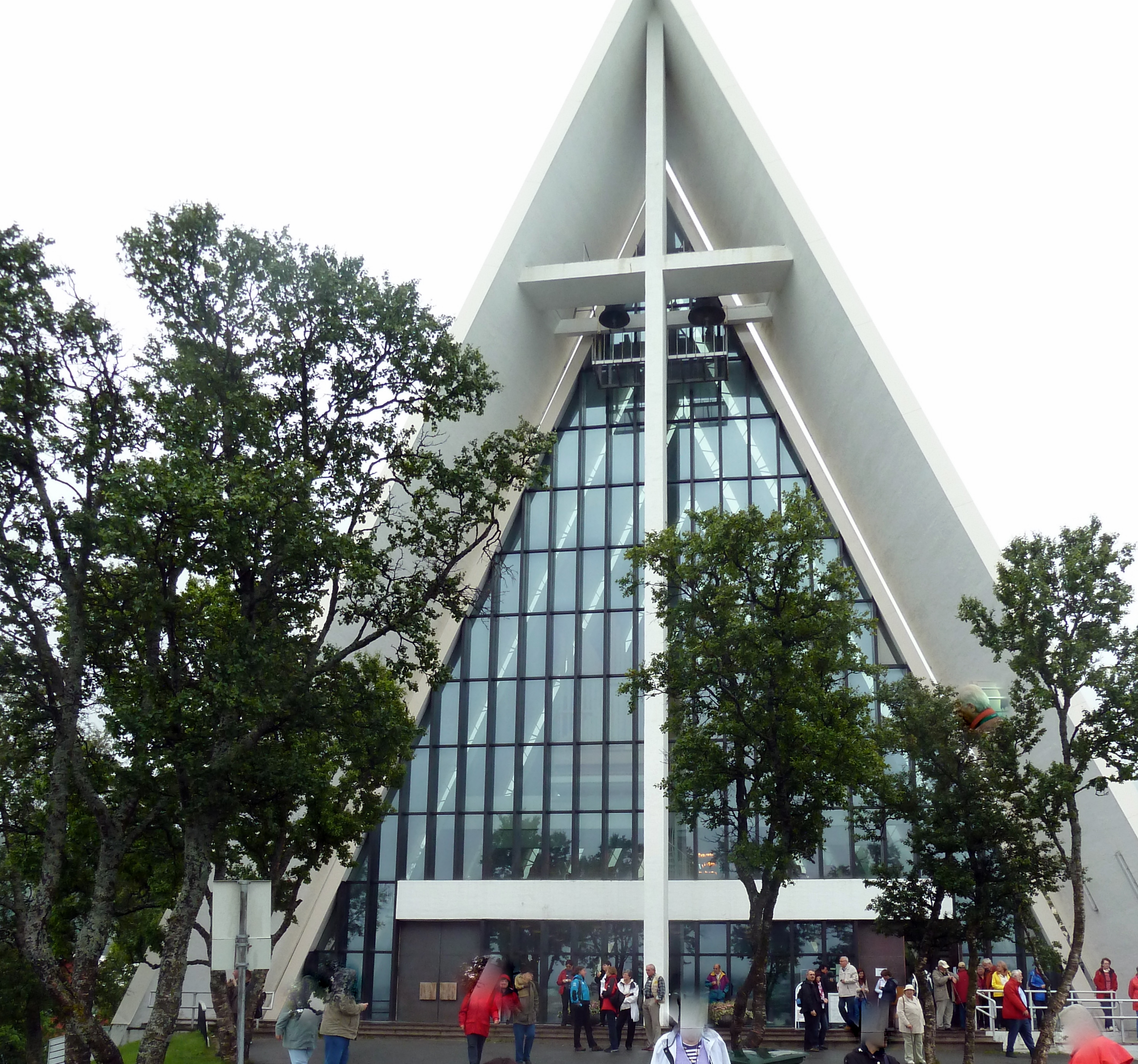
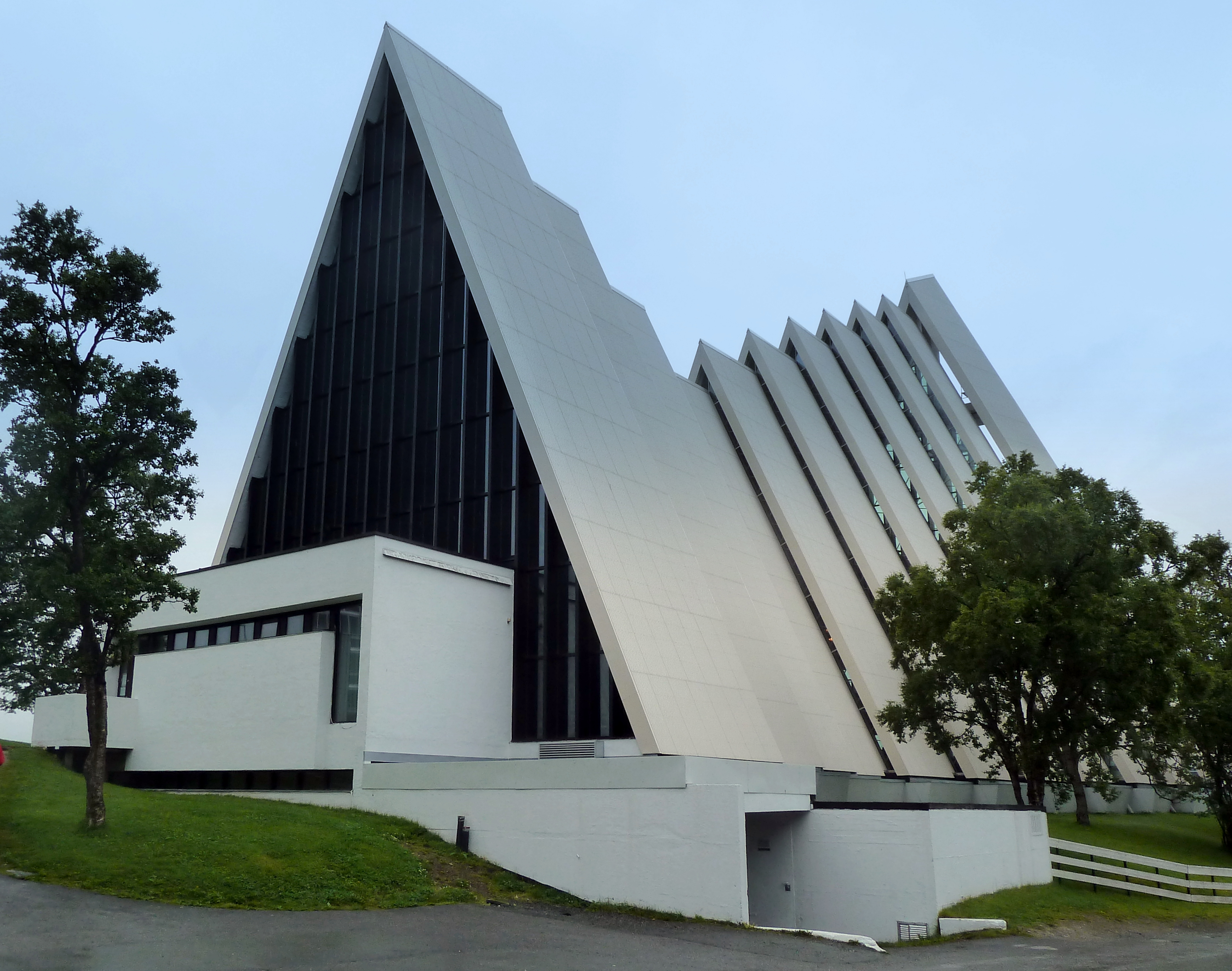
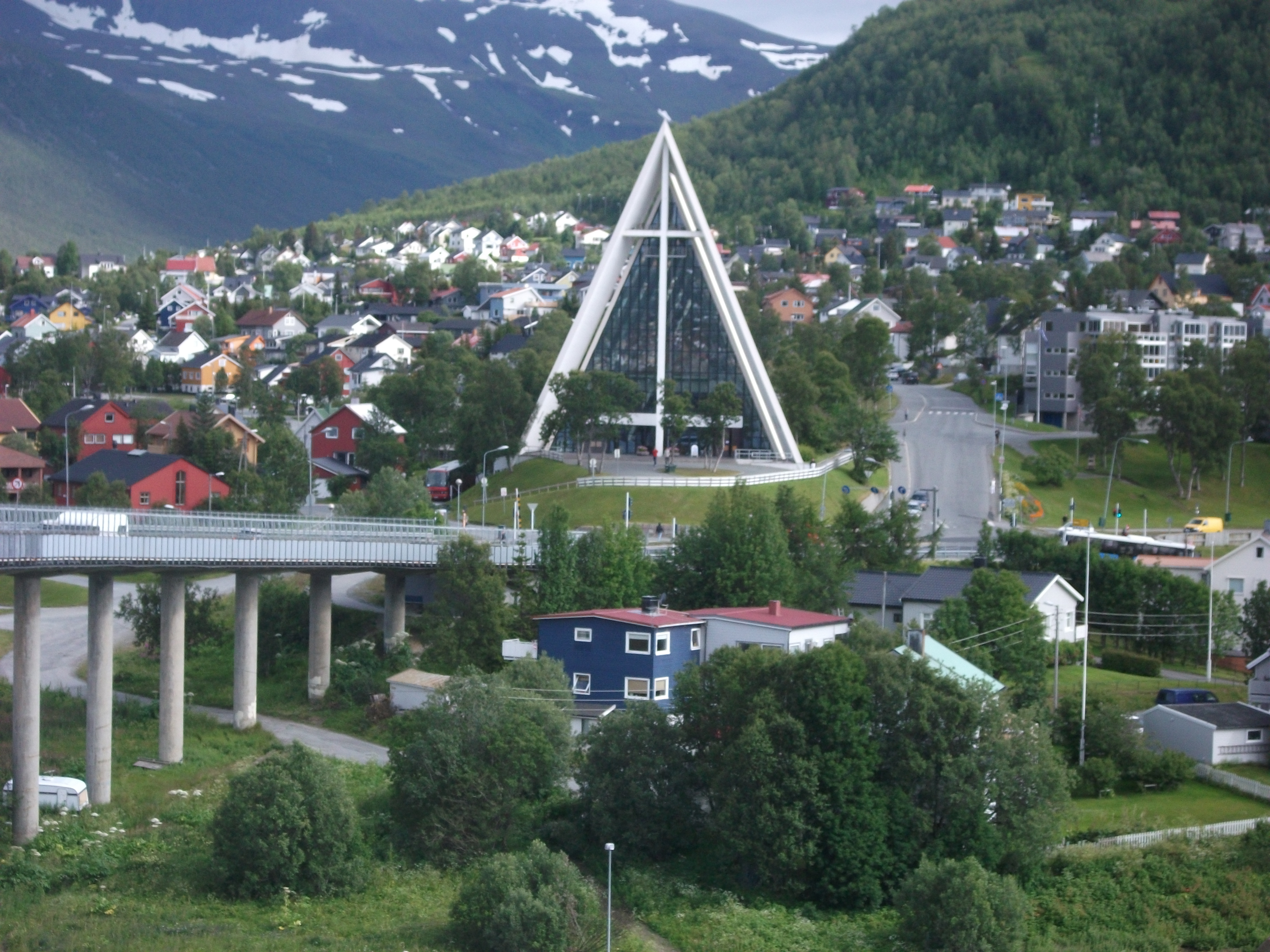
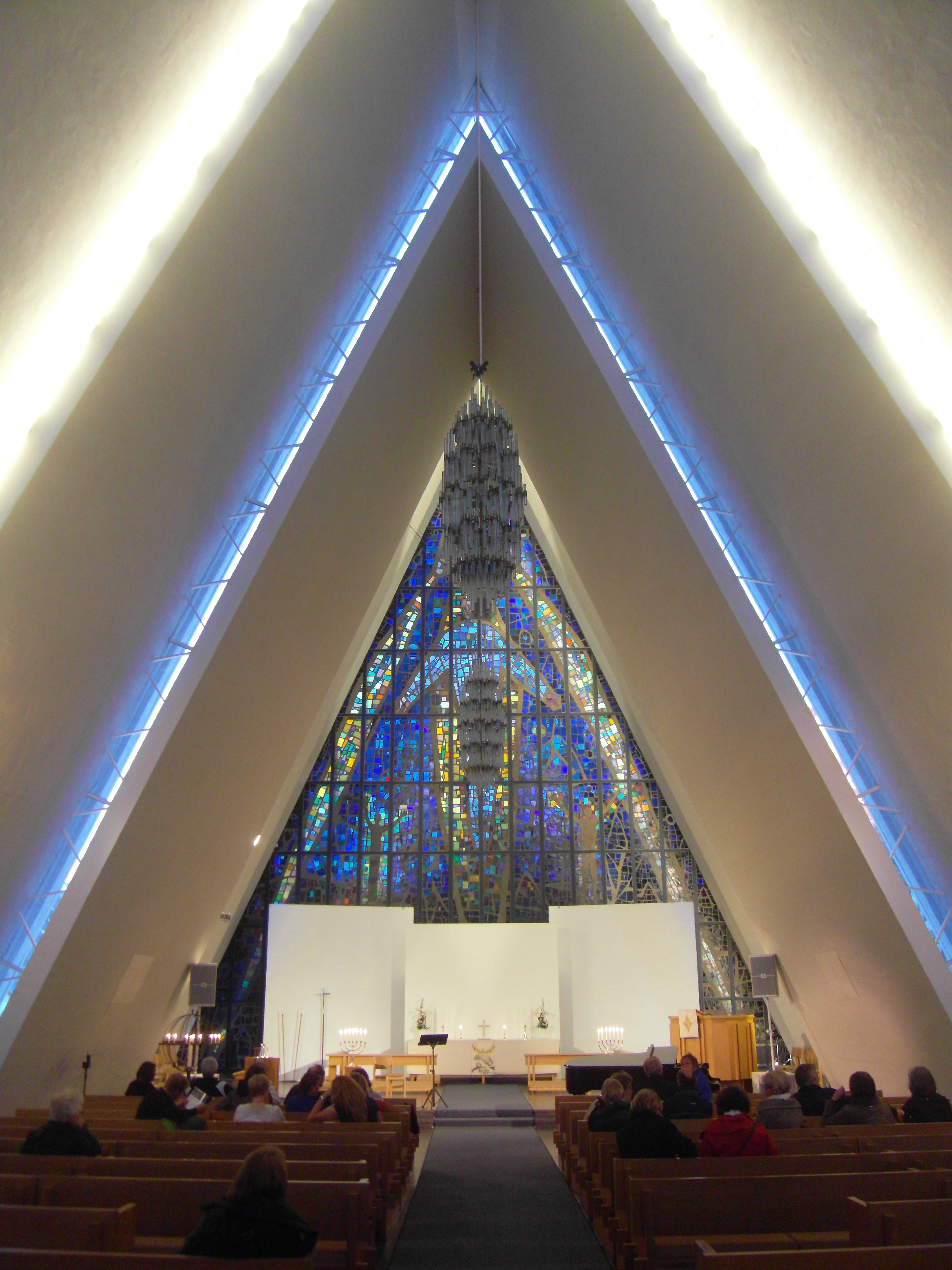
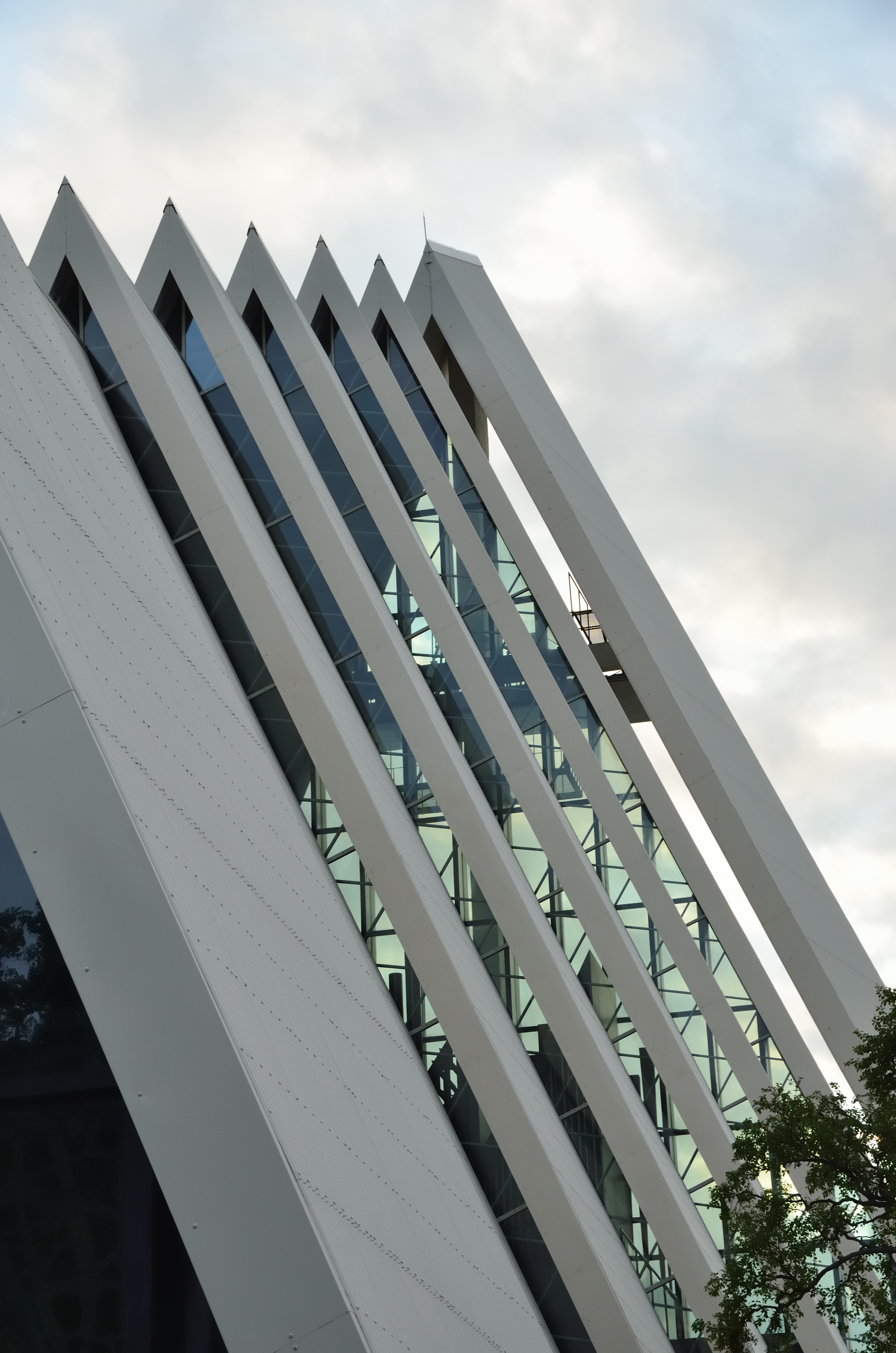
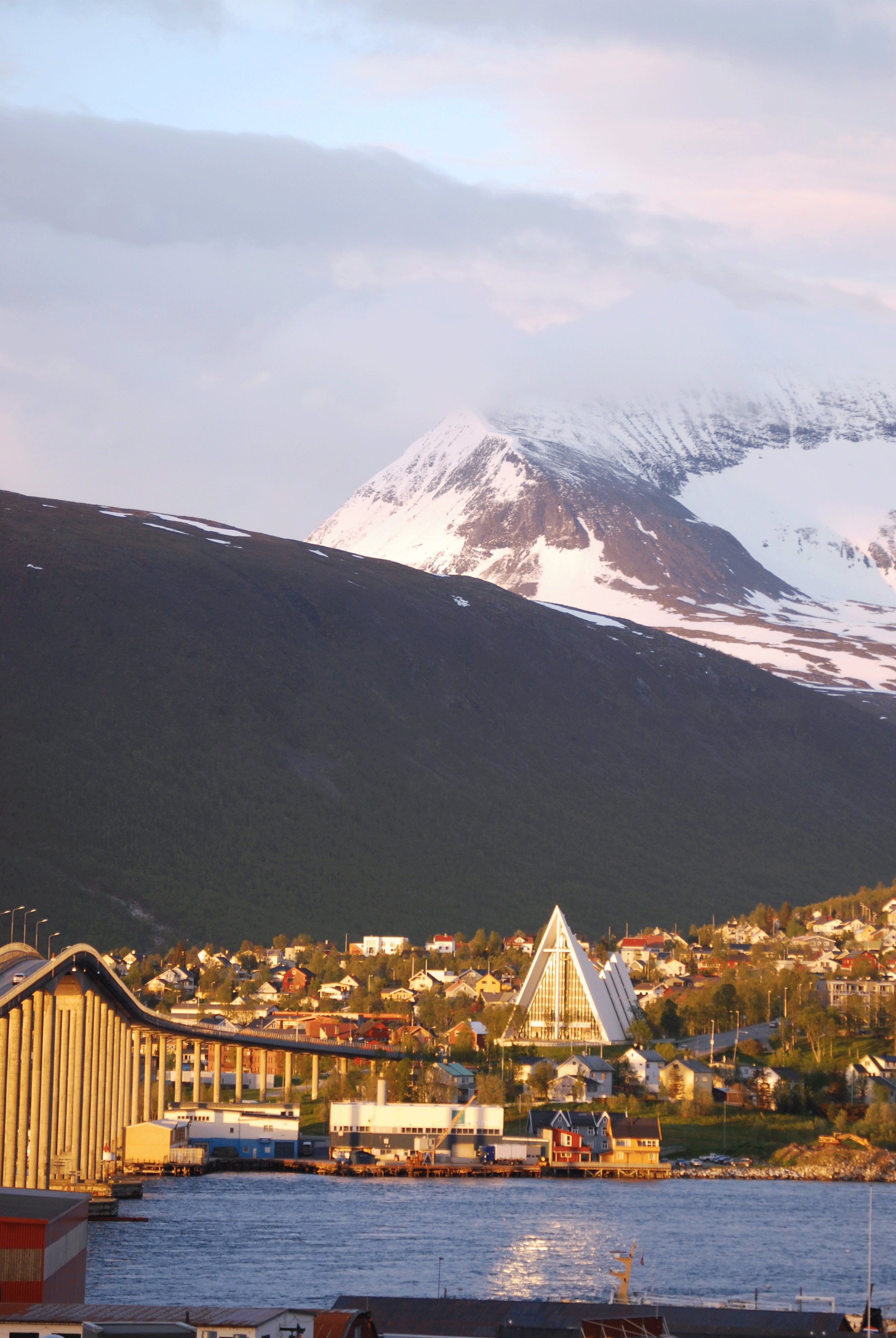
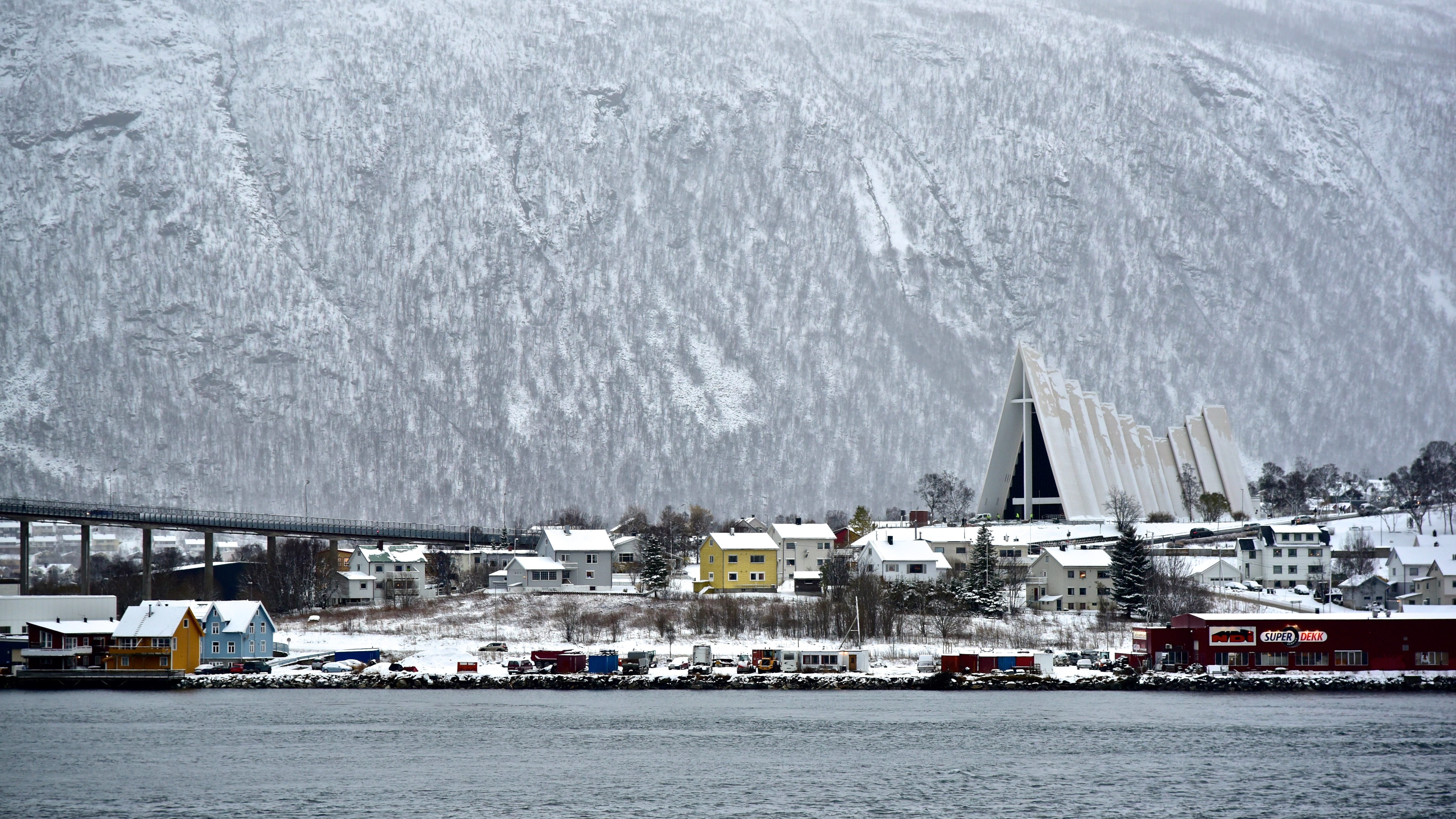
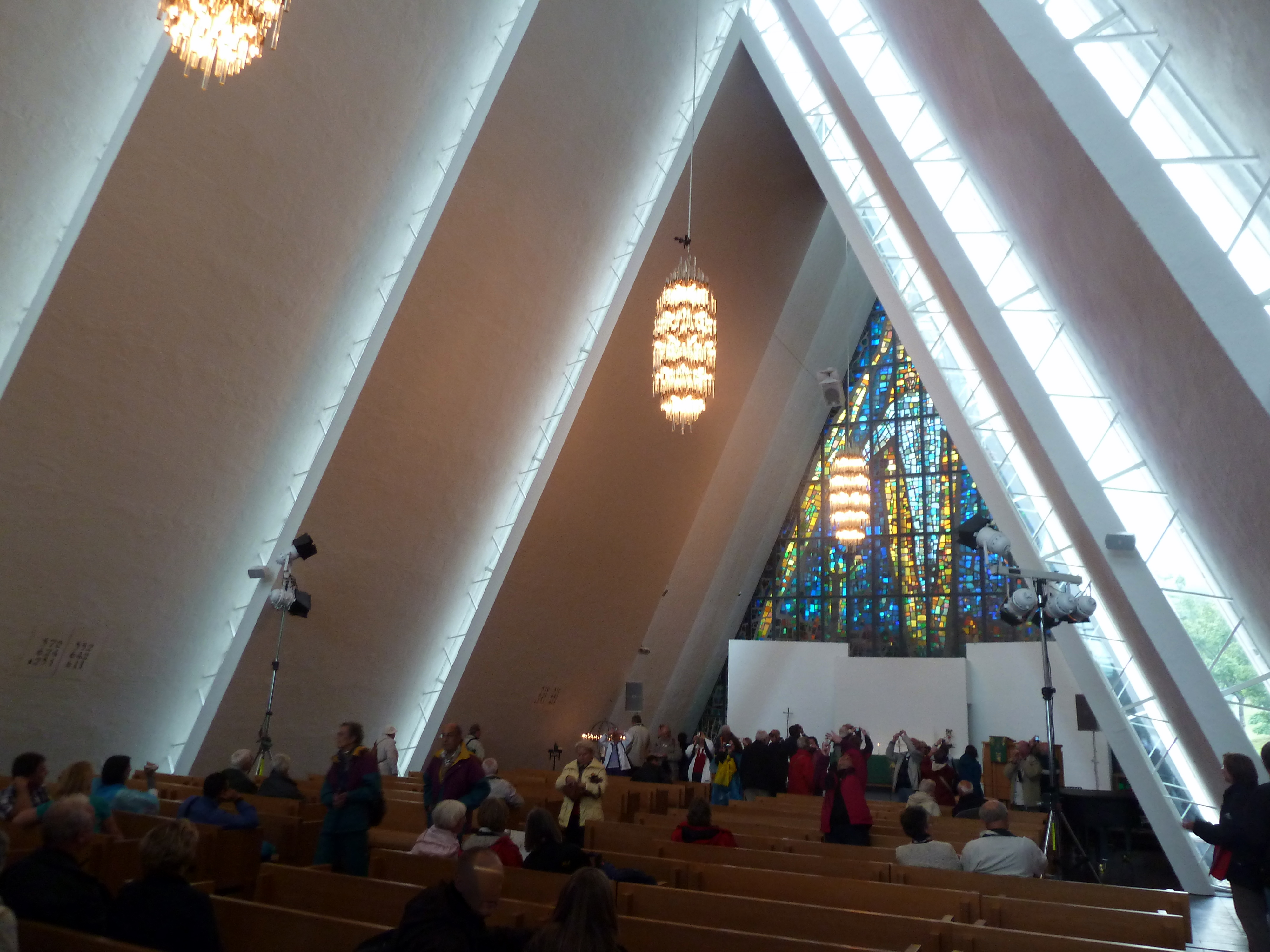
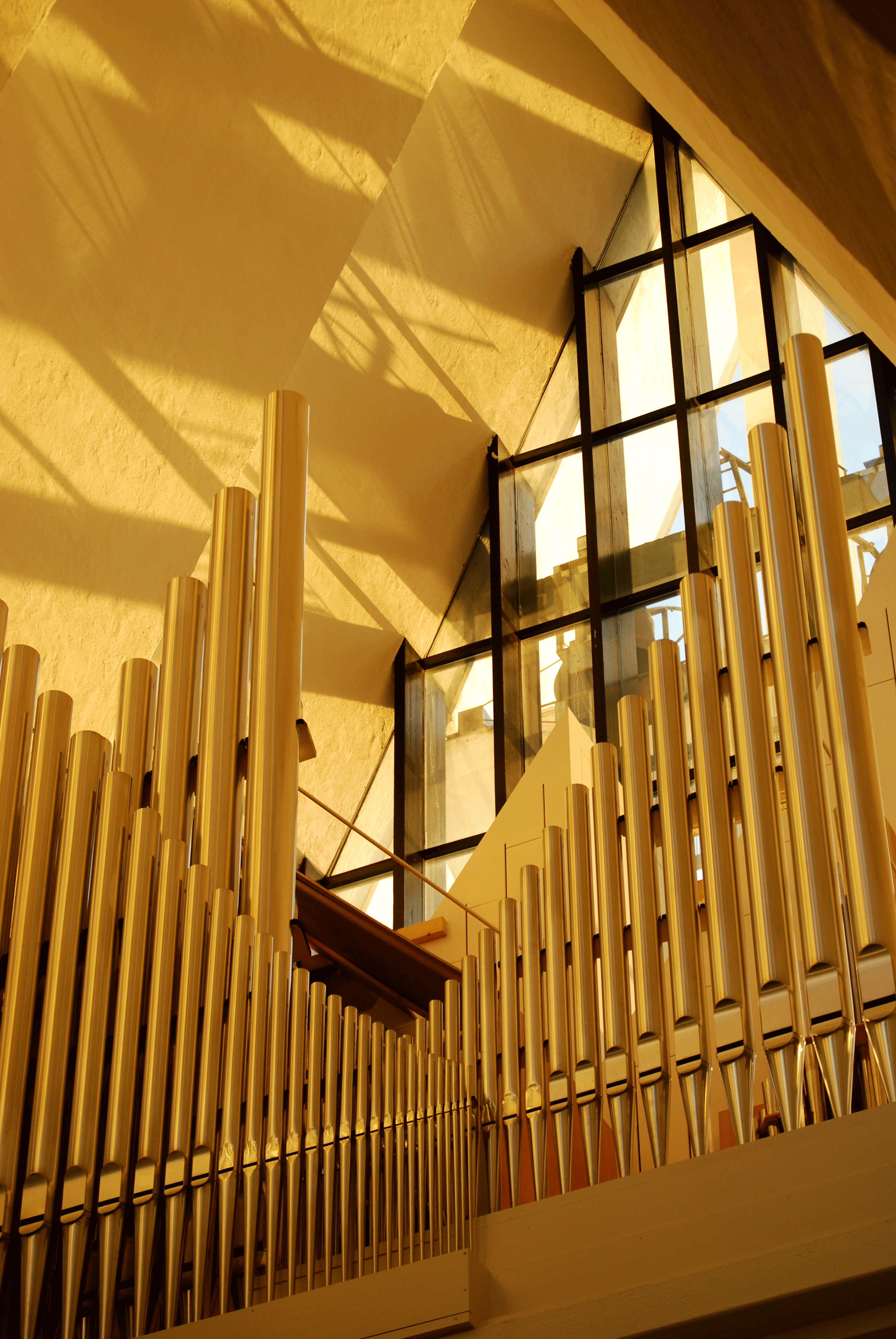
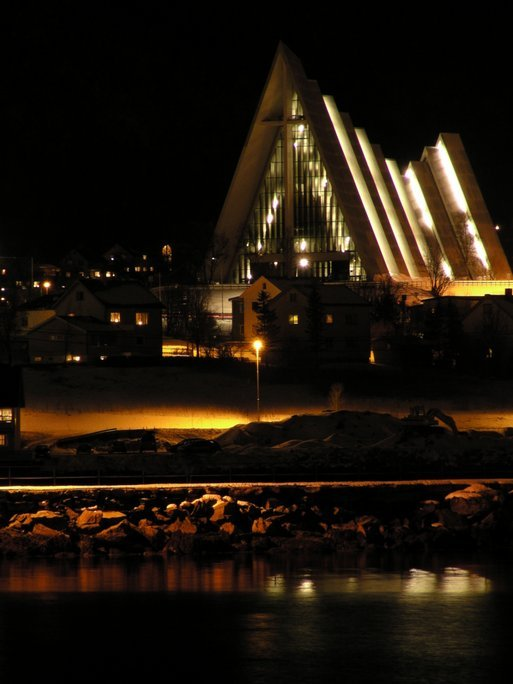
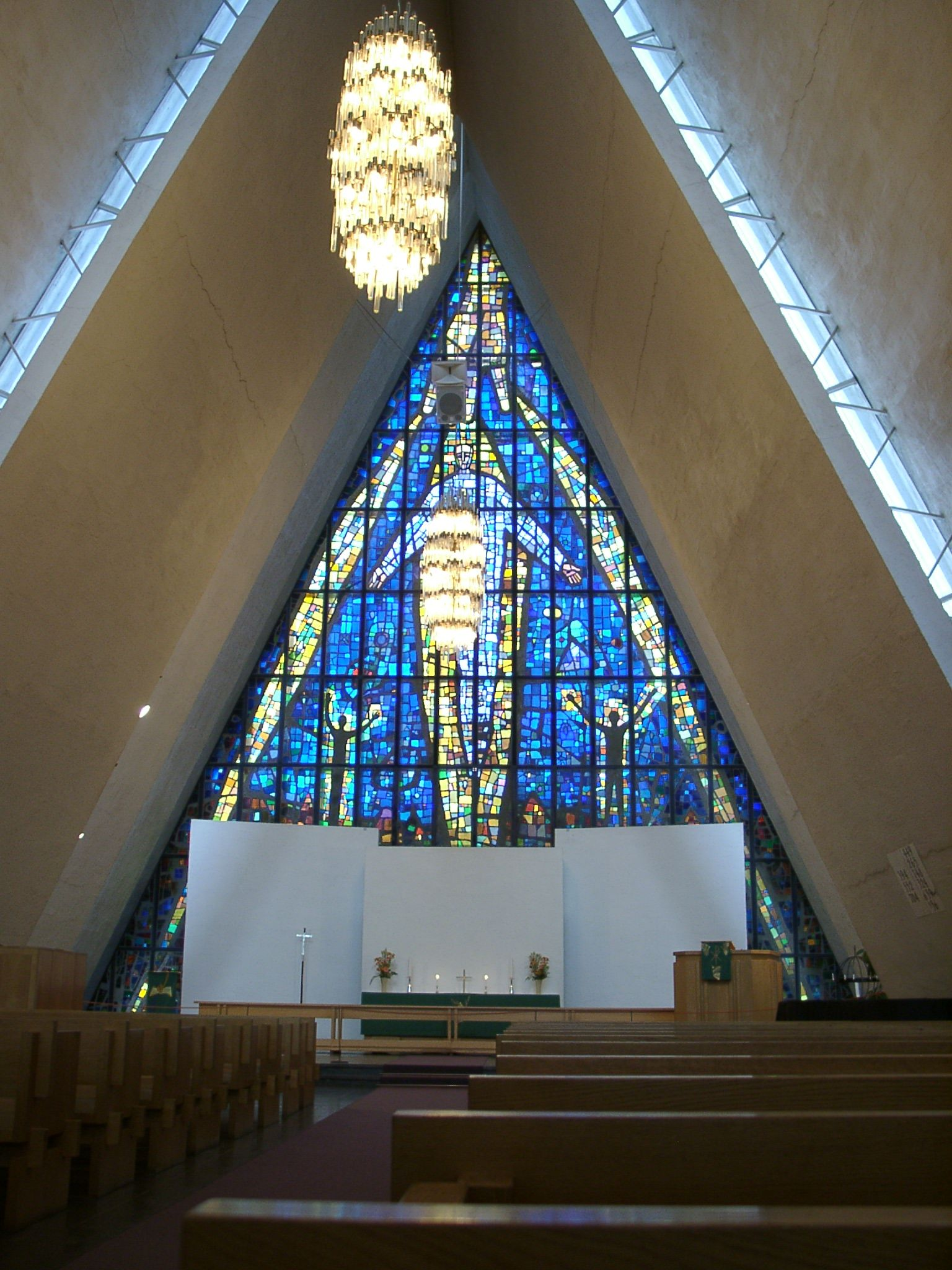
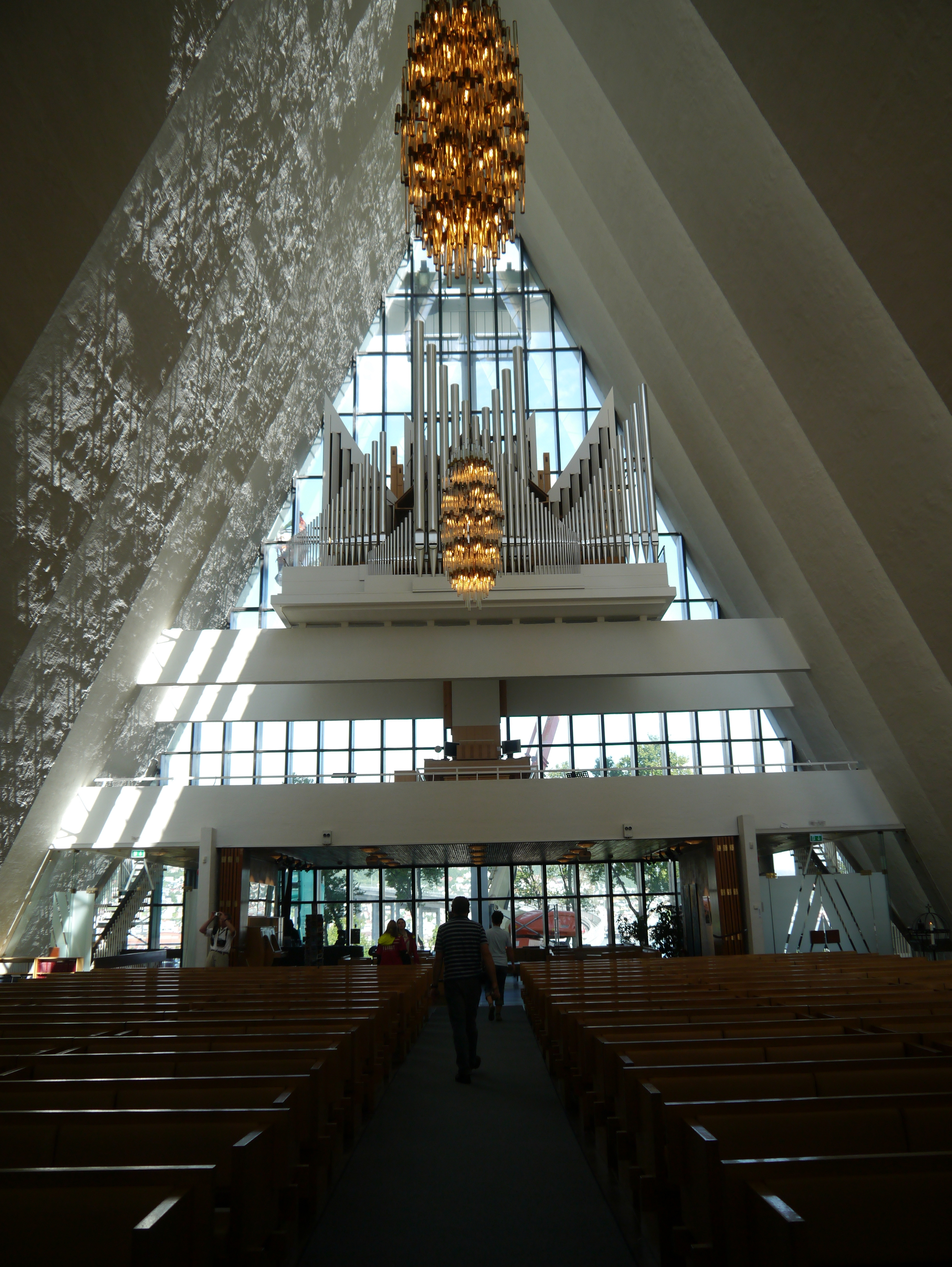
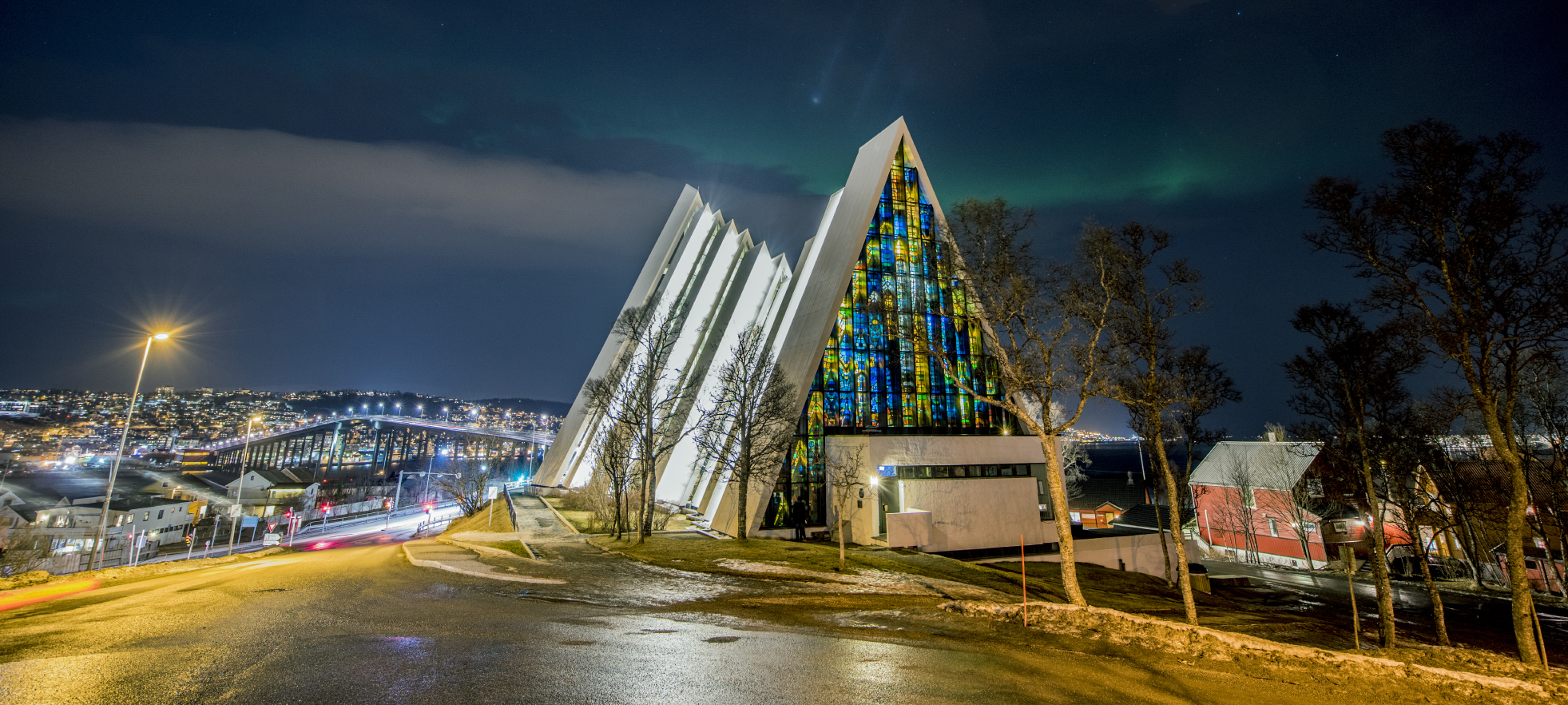